# 花川 (大阪市)
花川（はなかわ）は、大阪府大阪市西淀川区にある町名。現行行政地名は花川一丁目および花川二丁目。

## 地理
西淀川区の南東部に位置し、北東に柏里、南西に姫里、北西に野里と接している。

### 河川
- 淀川

## 世帯数と人口
2019年（平成31年）3月31日現在の世帯数と人口は以下の通りである。
| 丁目       | 世帯数    | 人口    |
| ---------- | --------- | ------- |
| 花川一丁目 | 657世帯   | 1,199人 |
| 花川二丁目 | 1,027世帯 | 2,092人 |
| 計         | 1,684世帯 | 3,291人 |

### 人口の変遷
国勢調査による人口の推移。
| 1995年（平成7年）  | 3,419人 | [ 5 ] |  |
| 2000年（平成12年） | 3,213人 | [ 6 ] |  |
| 2005年（平成17年） | 3,436人 | [ 7 ] |  |
| 2010年（平成22年） | 3,442人 | [ 8 ] |  |
| 2015年（平成27年） | 3,242人 | [ 9 ] |  |

### 世帯数の変遷
国勢調査による世帯数の推移。
| 1995年（平成7年）  | 1,413世帯 | [ 5 ] |  |
| 2000年（平成12年） | 1,351世帯 | [ 6 ] |  |
| 2005年（平成17年） | 1,472世帯 | [ 7 ] |  |
| 2010年（平成22年） | 1,550世帯 | [ 8 ] |  |
| 2015年（平成27年） | 1,468世帯 | [ 9 ] |  |

## 事業所
2016年（平成28年）現在の経済センサス調査による事業所数と従業員数は以下の通りである。
| 丁目       | 事業所数 | 従業員数 |
| ---------- | -------- | -------- |
| 花川一丁目 | 34事業所 | 125人    |
| 花川二丁目 | 51事業所 | 381人    |
| 計         | 85事業所 | 506人    |

## 交通
- 国道2号
- 姫島通

## 施設
- 鼻川神社

## その他

### 日本郵便
- 〒555-0023[3]（集配局：西淀川郵便局[11]）